# Hitman (computerspel)
Hitman is een action-adventure en stealthspel geproduceerd door IO Interactive en uitgegeven door Square Enix voor Windows, PlayStation 4 en Xbox One.

## Plot
Hitman is een stealthspel waarin spelers de controle over Agent 47, een genetisch verbeterde huurmoordenaar, overnemen om op internationale locaties gecontracteerde doelen te elimineren.

## Uitgave
Het spel is uitgegeven in delen, zogenaamde episodes. Nadat alle episodes periodiek enkel als download in de loop van 2016 zijn aangeboden, is eind januari 2017 ook een versie op schijf uitgebracht met daarop alle episodes. Deze bundeling heeft als subtitel The Complete First Season. In totaal zijn er zes episodes verschenen. De eerste episode verscheen op 11 maart 2016.